# نبوخذ نصر الثاني
نَبُوخَذ نَصر أو بختنصر أو بخترشاه (بالأكدية: ؛ بالآرامية: ܢܵܒܘܼ ܟܘܼܕܘܼܪܝܼ ܐܘܼܨܘܼܪ؛ وبالعبرية: נְבוּכַדְנֶצַּר؛ وبالإغريقية: Ναβουχοδονόσωρ) هو أحد الملوك الكلدان الذين حكموا بابل، وأكبر أبناء نبوبولاسر، وأحد أقوى الملوك الذين حكموا بابل وبلاد الرافدين، حيث جعل من الإمبراطورية الكلدانية البابلية أقوى الإمبراطوريات في عهده بعد أن خاض عدة حروب ضد الآشوريين والمصريين، كما أنه قام بإسقاط مدينة أورشليم (القدس) مرتين، الأولى في سنة 597 ق م والثانية في سنة 587 ق م، إذ قام بسبي سكان أورشليم، من اليهود وأنهى حكم سلالة داود، كما ذكر أنه كان مسؤولًا عن بناء عدة أعمال عمرانية في بابل مثل الجنائن المعلقة ومعبد إيتيمينانكي وبوابة عشتار.
الاسم الأكدي لنبوخذ نصر هو نبو كودورو أوصور، ومعناه نابو حامي الحدود، ونابو هو إله التجارة عند البابليين وهو ابن الاله مردوخ. ولقد أطلق عليه الفرس اسم بختنصر ومعناه «السعيد الحظ». أما الأكاديميون والمؤرخون الحاليون يفضلون تسميته بـ«نبوخذ نصر الكبير»، أو «نبوخذ نصر الثاني» وذلك لوجود ملك آخر استخدم هذا الاسم قبله وهو نبوخذ نصر الأول الذي حكم بابل في القرن الثاني عشر قبل الميلاد.

## حياته

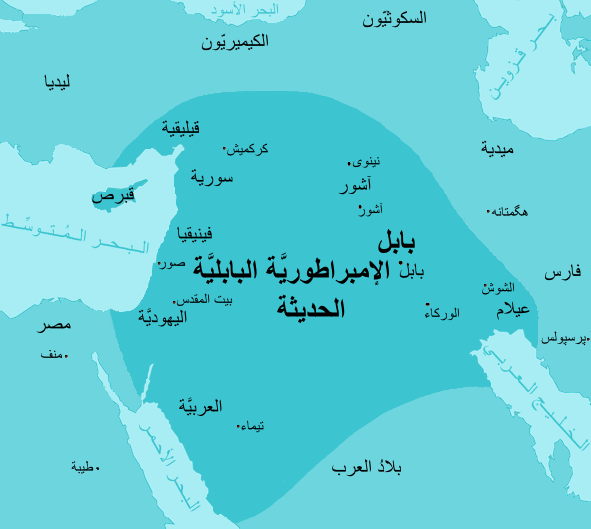
خريطة الإمبراطورية البابلية في أقصى إتساع لها

نبوخذ نصر هو الابن الأكبر لنبوبولاسر مؤسس سلالة بابل الحادية عشر، نبوبولاسر والذي قال عنه المؤرخ الكلداني بيروسوس بأنه حول بابل من منطقة تحت سلطة الاحتلال الآشوري إلى إمبراطورية عظيمة، وهو الذي قام بإسقاط نينوى عاصمة الإمبراطورية الآشورية بمساعدة الميديين.
وقبل أن يصبح نبوخذ نصر ملكاً، قاد الكلدان إلى هزيمة الآشوريين مرة أخرى الذين حظوا بدعم الملك المصري نخاو الثاني وتمكن من هزيمة الفراعنة والآشوريين في معركة كركميش في عام 605 ق م، وبعد ذلك تمكن نبوخذ نصر من السيطرة على المناطق التي كانت محتلة من قبل الآشوريين ومنها الشام وفينيقية، ولكن في نفس العام وفي شهر أغسطس توفي والد نبوخذ نصر الملك نبوبولاسر، فعاد نبوخذ نصر إلى بابل ملكا شرعيا عليها.

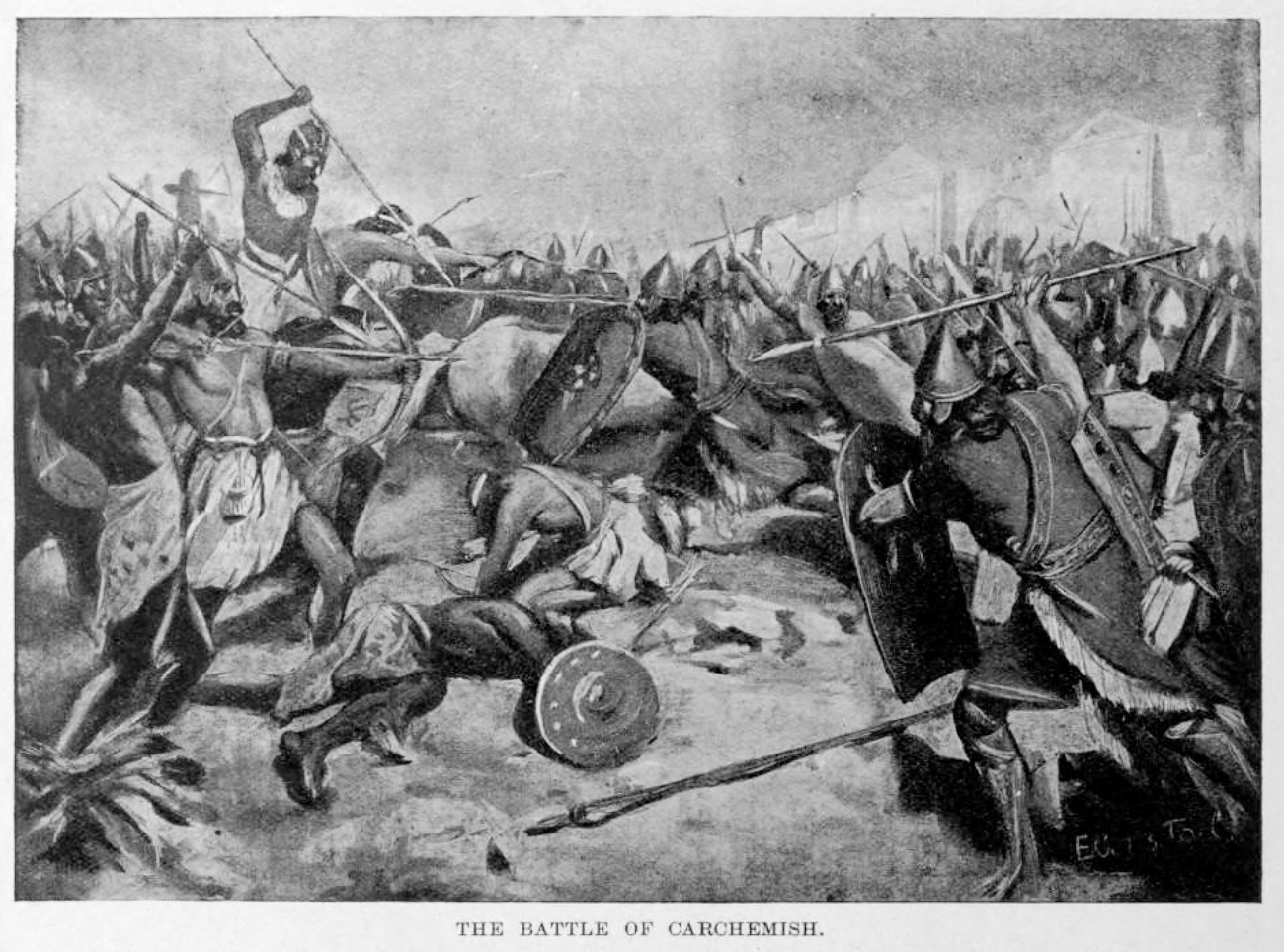
في عام 605 قبل الميلاد، قاتلت قوة مصرية بقيادة الفرعون نخو الثاني بمساعدة فلول الجيش الآشوري السابق البابليين بقيادة الملك نبوخذنصر في معركة كركميش، أنتهت المعركة بتدمير جيوش الفرعون نخو الثاني.

ولقد مد نبوخذ نصر جيوشه إلى الشام ويهوذا ووصل إلى حدود مصر بالتحديد في أرض غزة الحالية، وهزم فيما يعرف بمعركة غزة وذلك في عام 601 ق م مما منع البابليين من التوغل إلى مصر.
ولم يقم نبوخذ نصر بتدمير المدن التي كان يدخلها وأكتفى فقط بفرض الجزية عليها، ولكن بعد انسحاب المصريين من الأراضي الشامية بدأت تحرض الممالك الكنعانية ضد سلطة بابل عليها، فكانت مدينة عسقلان أول المدن التي عصت في سنة 604 ق م، فقام نبوخذ نصر باحتلالها وسبى بعض من سكانها وعين ملكا آخر عليها، ولم تقبل مملكة يهوذا أيضاً بدفع الجزية إلى بابل وقرر يهوياقيم ملك يهوذا العصيان على بابل، ففرض نبوخذ نصر الحصار على أورشليم عاصمة مملكة يهوذا وسبى بعضا من سكانها مع ملكهم يهويا كين في سنة 597 ق م، إلا أن نبوخذ نصر لم يسقط مملكة يهوذا وأقام صدقيا ابن الملك يهوياقيم مكانه ملك على يهوذا، إلا أن اليهوذيين قرروا العصيان مرة أخرى وبقيادة صدقيا وبدعم من مصر، فقام البابليون في البداية بهزيمة المصريين الذين جاؤوا لمساعدة يهوذا، وبعدها اتجه البابليون لمحاربة مملكة يهوذا، فقام البابليون بحصارها لسنة كاملة وبعدها تمكن نبوخذ نصر من اختراق مدينة أورشليم، وثم دخلوا إليها وسبوا معظم سكانها ومنهم ملكهم صدقيا (الذي نصبه نبوخذ نصر ملكاً) وأحرقوا هيكل سليمان، قال الثعلبي في تفسيره "قالوا: فلم يزل بيت المقدس على ما بناه سليمان حتى غزاه بختنصر فخرَّب المدينة وهدمها، ونقض المسجد وأخذ ما كان في سقوفه وحيطانه من الذهب والفضة والدر والياقوت وسائر الجواهر فحمله معه إلى دار مملكته من أرض العراق"، وبهذا أنهى حكم سلالة داوود على مملكة يهوذا وذلك في عام587 ق م. ولكن بعد ذلك قامت مدينة أخرى بالعصيان وهي مدينة صور الكنعانية فحاصرها لمدة 13 عام (585-572 ق م)، إلى ان قبل الكنعانيون الهيمنة البابلية، وبذلك يعد هذا الحصار الأطول في التاريخ على مدينة، وحسب ما يقول نبوخذ نصر في إحدى الألواح الأثرية بأنه تمكن من عزل ملكها الشرير وشق الطرق إلى صور بين الجبال وشتت سكانها الأشرار إلى اتجاهات الأرض الأربعة واختار ملكاً أخر عليها.
وحسب أحد الألواح الموجودة حاليا في لندن، في السنة 37 من حكمه جهز نبوخذ نصر جيشاً إلى مصر لمواجهة الملك الفرعوني أحمس الثاني فعندما سمع الفرعون أحمس بذلك أيضا جهز جيشاً من المصريين وتوجه نحو فينيقية لكن لا يعرف نتائج تلك الحرب لأن النص المسماري فيه غير واضح ومخروم.
وفي آخر أيام نبوخذ نصر قام ببناء إمبراطورية كلدانية بابلية كبيرة امتدت قوتها من الخليج العربي وبلاد الفرس إلى البحر الأبيض المتوسط، وكانت بابل الإمبراطورية الأقوى في زمنه، وفي الشهر السادس من سنة حكمه مات نبوخذ نصر عن عمر ناهز 44 عاما في الحكم، وخلفه ابنه اميل مردوخ.

## أعماله المدنية

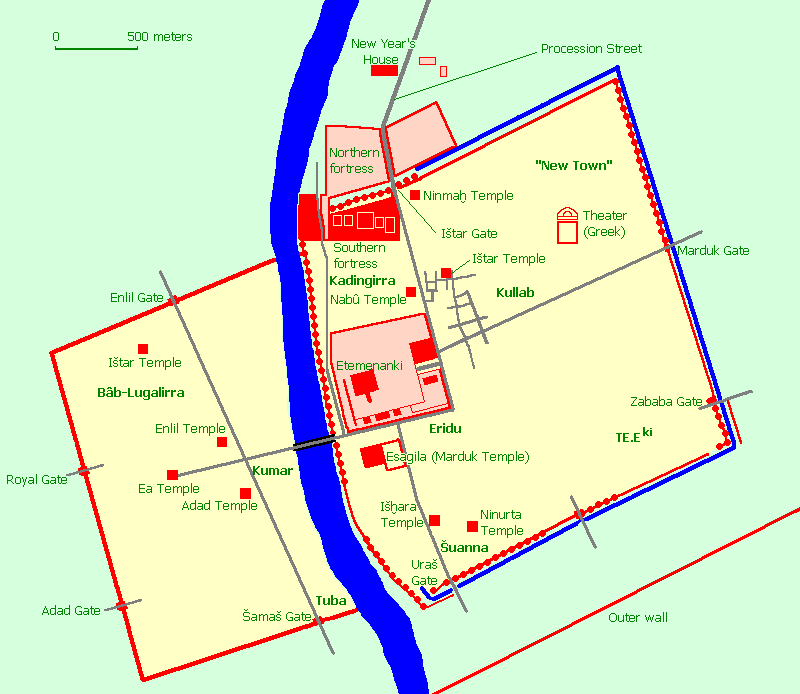
مخطط داخلي لمدينة بابل في القرن السادس قبل الميلاد. بعد العمل الذي قام به نبوخذ نصر الثاني ووالده نبوبولاسر.

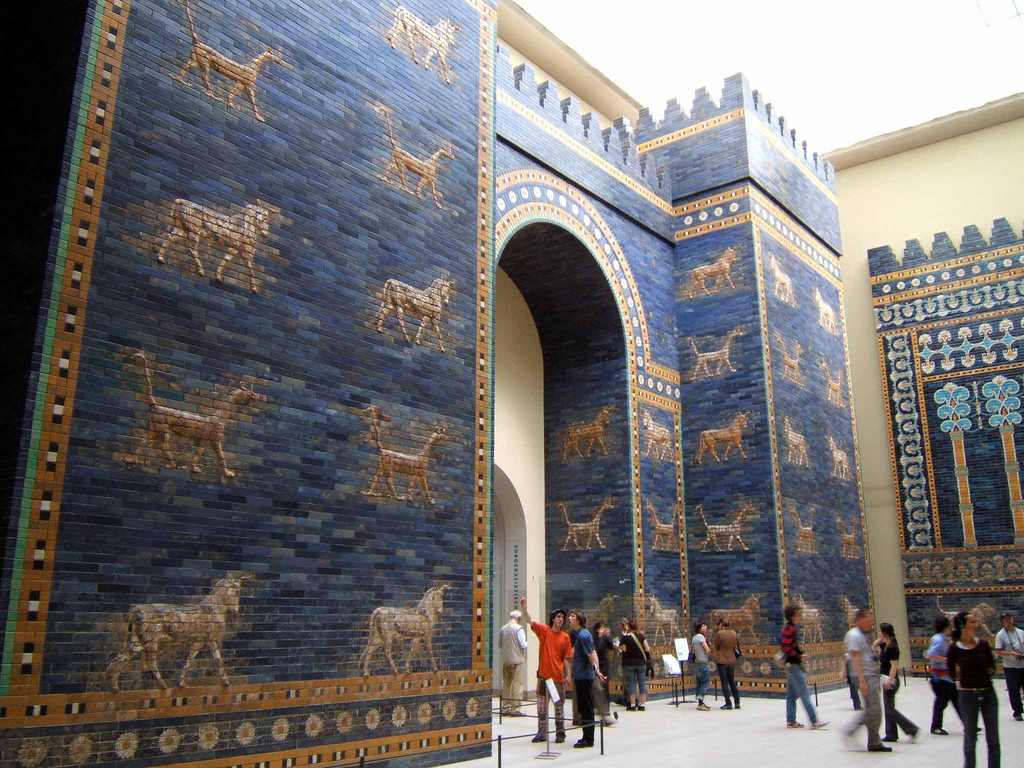
بوابة عشتار في متحف برلين

إضافة لأعمال نبوخذ نصر الحربية والتي لا تقل شئناً عن أسلافه ملوك بلاد الرافدين من الأكديين والآشوريين فكان له أيضا عدة أعمال عمرانية منها بناء الحدائق المعلقة التي سميت بحدائق بابل المعلقة، حيث ذكر المؤرخ الكلداني بيروسوس بأن هذه الجنائن بنيت إكراماً لزوجته الميدية أميديا ابنة الملك سياخريس الذي تحالف معه نبوبولاسر، وأعدها المؤرخ والرحالة الاغريقي هيرودوت ضمن عجائب الدنيا السبع القديمة، ويقول هيرودوت أن الحدائق المعلقة قام بدعمها بالمياه عبر أنابيب تمكن من إصعاد المياه إلى الأعلى وهذا يكشف ان البابليين كانوا يعرفون نظرية أرخميدس.
كما ذكر أن نبوخذ نصر قام بدعم بابل بسورين أحدهما داخلي والأخر خارجي وكان عرضهما كبيراً وقد قال هيرودوت بأن بابل هي المدينة الوحيدة التي كانت تمشي فيها العربات على سورها، كما بنى نبوخذ نصر لمدينة بابل 8 بوابات وكان أكبرها بوابة عشتار باسم الآلهة عشتار والتي كانت تتوسط شارع الموكب الذي كان يحتفل به البابليين بعيد أكيتو (رأس السنة البابلية)، كما قام نبوخذ نصر ببناء المعابد مثل معبد إيساكيلا ومعبد إيتيمينانكي (وهي زقورة بابل وألتي عرفت عند اليهود ببرج بابل)والذي كان مسكن الإله مردوخ حسب المعتقد البابلي، وبنى نبوخذ نصر قصرا كبيرا لنفسه كما نسب إليه بناء تمثال أسد بابل الذي لا زال موجوداً في بابل، وعبد عدة طرقات وخاصة في الشام وجبل لبنان، كما نقشت إحدى رسوم نبوخذ نصر وكتابات له في عدة مناطق من جبال لبنان، وكذلك ذُكر أن الملك قام بكتابة شريعة قانونية مشابهة لشريعة حمورابي وقام بتطويرها وسميت باسم شريعة الشمس، فكانت بابل في زمن نبوخذ نصر أجمل مدن العالم القديم ونالت شهرة كبيرة بين الأمم في ذلك الوقت ويقول نبوخذ نصر في إحدى الكتابات المنقوشة على جدار بوابة عشتار: «أَنَا(نبوخذنصر) بَانِيَّ هَذِهِ الْأَسْوَارِ وَالْبَوَّابَاتِ وَأَنَا الَّذِي أَوَصَلَتُهَا إِلَى الْمِيَاهِ مِنْ تَحْتَهَا، وَأَنَا الَّذِي وَضُعْتُ فِيهَا الْحَجَّارَةَ الزَّرْقَاءَ الصَّافِيَةَ وَأَنَا الَّذِي بَنَيْتُ الْغَرْفَ دَاخِلُ السُّورِ، وَأَنَا الَّذِي نَقَشَتْ صُورُ الثِّيرَانِ وَالتَّنَانِينِ فِي السُّورِ وَأَنَا الَّذِي زَيْنَتِهَا بِهَذِهِ الْأَشْكَالِ الْجَمِيلَةِ لِكَيْ تَتَمَتَّعَ الْبَشَرِيَّةُ بِرُؤْيَةِ هَذَا الْمَنْظَرِ الْمَهِيبِ».

## صفاته

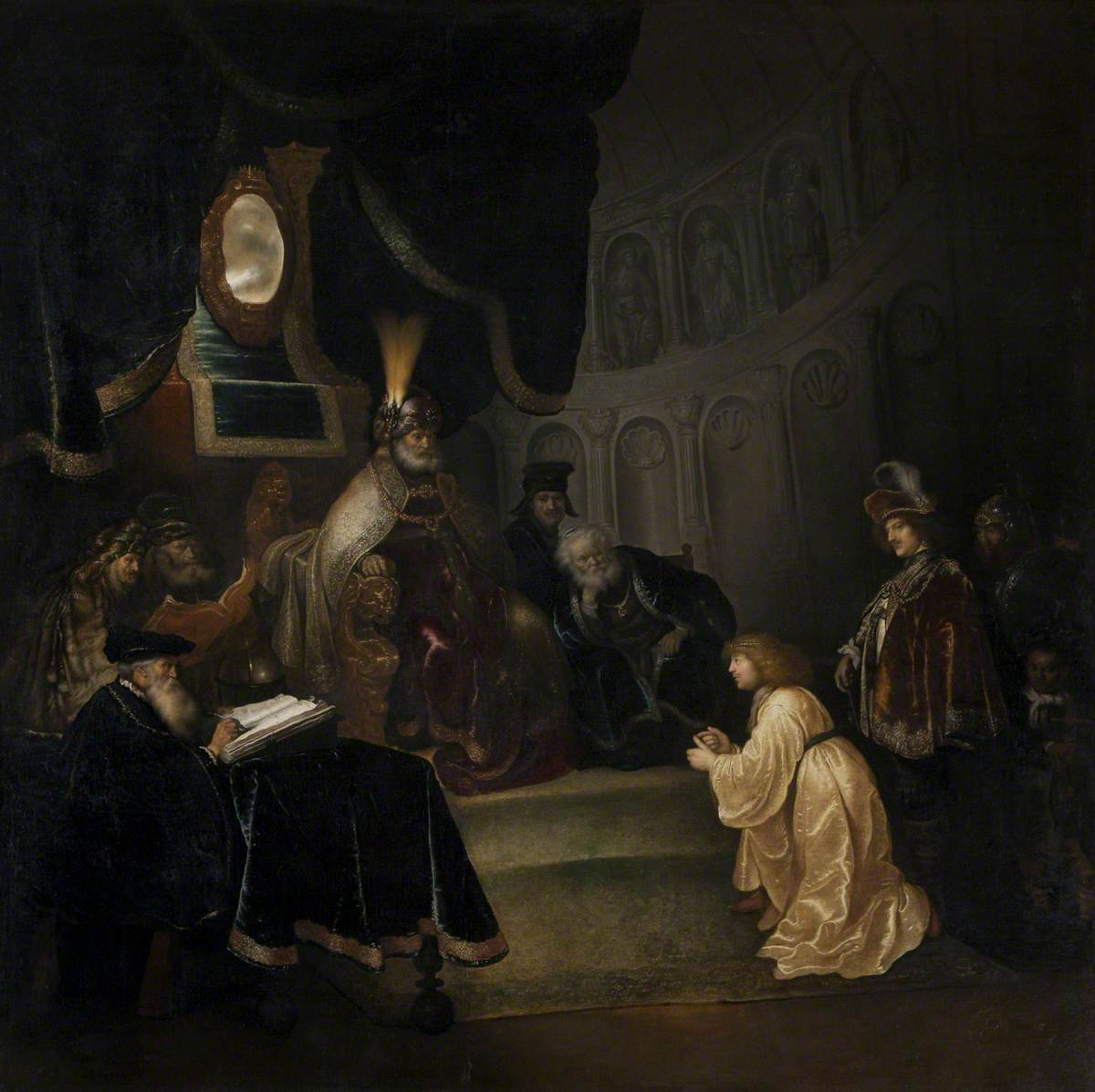
دانيال أمام المَلك نبوخذ نصّر، بريشة سالومون كونينك 1630.

يعتبر الملك نبوخذ نصر قائداً عالمياً عبر التاريخ، حيث كان يستخدم عبقريته وذكاءه للاستفادة من الشعوب التي يحتلها، إذ كان يستنفد معظم الإمكانيات البشرية والمادية للشعوب التي يستولي عليها إلى حد التحكم بحياتهم، إلا أنه امتاز بتسامحه الديني وحرية الفكر وسمح للشعوب المحتلة أن تعبد آلهتها، وكان يشارك الشعوب طقوسهم الدينية ويحترم آلهتهم، فيعتبر أعظم ملوك بابل وقد اشتهر بلقب (مقيم المدن) فقد كان فاتحاً للمدن لا غازياً، وإمتاز بذلك لأنه كان يعتمد على مشورة مستشاريه وقد أعترف بهذا في مقولته المشهورة: (الكبرياء الزائدة مدمرة للنفس).

### في الكتاب المقدس

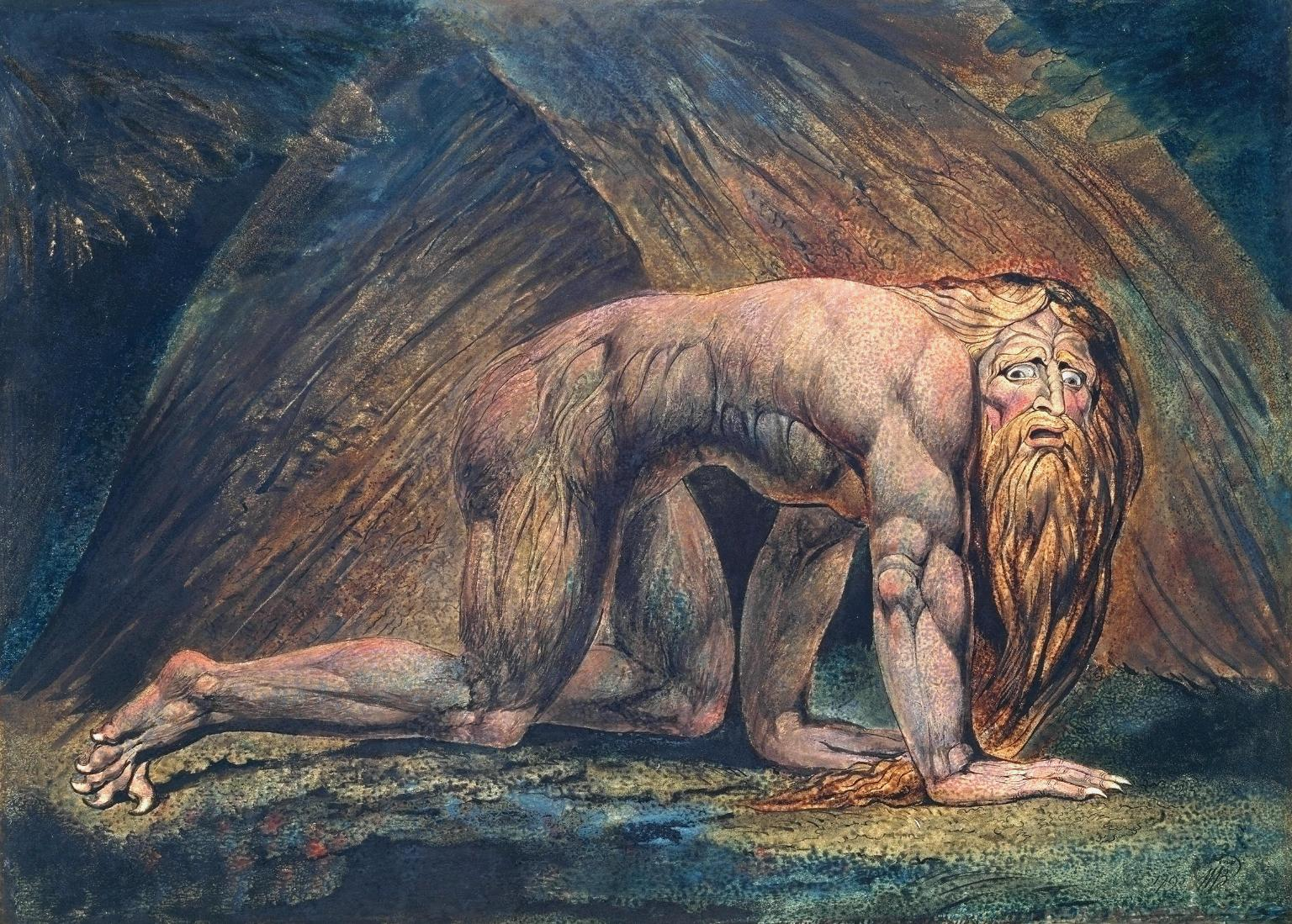
نبوخذ نصّر مصاب بالجنون، يريشة لويليام بليك.

أما الكتاب المقدس فصوره كشخصية متغطرسة ومتكبرة وقاسية وخاصةً عندما يذكر إرميا أنه بعدما سبى نبوخذ نصر ملك يهوذا صدقياً، أخذه عنده مكبل بالقيود، حيث قام هناك بقتل أولاد الملك أمام الملك نفسه ثم فقع عيني الملك، وفي سفر دانيال تم تصوير نبوخذ نصر كشخصية متغطرسة بعد أن حكم على كل حكماء بابل بالموت بسبب عجزهم عن تفسير إحدى أحلام نبوخذ نصر حتى بدون أن يعرفوا الحلم، لكن في نفس الوقت صوره كشخصية عادلة بعد أن حكم بالموت على الذين أرادوا قتل شدرخ وميشخ وعبدنغو والذين كانوا أصدقاء دانيال من السبي البابلي، كما صور نبوخذ نصر بكونه أول ملك أجنبي يؤمن ويعظم إلههم الواحد يهوه أو (الله)، بعد أن أصيب بسبعة أزمنة بمرض أصبح فيه كالحيوان وبعد انقضاء الأزمنة السبعة آمن بالله وملك لمدة سنتين آخرتين، إلا أن الإجماع بين العلماء هو أن سفر دانيال هو أحد أعمال الخيال التاريخي. ويعتقد أن تحول نبوخذ نصر إلى اليهودية هو حدث غير حقيقي. فترة جنونه يعتقد أنها خيال هي الأخرى، حيث عزاها المؤرخون إلى الشائعات حول إقامة نبو نيد في تيما، والتي تم تطبيقها لاحقًا على نبوخذ نصر من خلال الخلط بين الاثنين. بينما ذكر في سفر يهوديت عن نبوخذ نصر ملك الآشوريين الذي كان يريد من الناس عبادته.

### في المصادر الأخرى

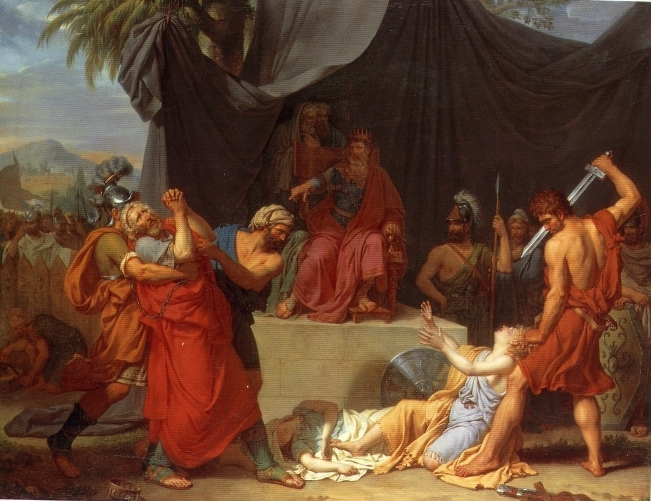
نبوخذ نصر يأمر بقتل أبناء صدقيا أخر ملك لمملكة يهوذا امام عينيه عقابً لخيانته. بريشة فرانسوا كزافييه فابر 1787.

أما في المصادر الإسلامية، فحسب ما ذكره المؤرخ الطبري باسم (بخترشاه) أو (بختنصر) أي نبوخذ نصر، وقال بأنه كان ملك من أصل فارسي من سلالة جدهارز وذكر أن هناك من آمن بأنه عاش مدة 300 سنة، وتوجد هناك مصادر تاريخية تذكر بأنه كان ملك عديم الرحمة، وهناك مصادر أخرى صورته بأنه حاكم عادل ويعبد الله. وقد تكلم المؤرخ الطبري عن بعض من حروب نبوخذ نصر مع بني إسرائيل ومع العرب، حيث قال: «فَأَقْبَلَ بَرْخِيَا بْن نَجْرَانُ حَتَّى قَدِمَ عَلَى بُخْتَنَصَّرَ بِبَابِلِ، وَهُوَ نَبُوخَذ نَصَّر، فَعَرَبَتَهُ الْعَرَبُ، وَأُخَبِّرُهُ بِمَا أَوْحَى اللهُ إِلَيْهِ، وَقَصَّ عَلَيْهِ مَا أَمَرَه بِهِ، وَذَلِكَ فِي زَمَانِ مُعَدِّ بْن عَدْنَانَ، قَالَ: فَوَثْبُ بُخْتَنَصَّرَ عَلَى مَنْ كَانَ فِي بِلَادِهِ مِنْ تُجَّارِ الْعُرْبِ، وَكَانُوا يُقَدِّمُونَ عَلَيْهُمْ بِالتِّجَارَاتِ وَالْبَيَّاعَاتِ وَيَمتَارُون مِنْ عِنْدَهُم الْحَبَّ وَالتَّمْرَ وَالثِّيَابِ وَغَيْرَهَا.فَجَمَعَ مِنْ ظَفَرٍ بِهِ مِنْهُمْ، فَبَنَى لَهُم حَيَّرًا عَلَى النَّجَفِ وَحِصْنِهِ، ثُمَّ ضَمَّهُمْ فِيهِ وَوَكَلَ بِهِمْ حَرَسًا وَحِفْظَةٌ، ثُمَّ نَادَى فِي النَّاسِ بِالْغَزْوِ، فَتَأَهَّبُوا لِذَلِكَ، وَاِنْتَشَرَ الْخَبَرُ فَيُمْنٌ يَلِيهُمْ مِنَ الْعَرَبِ، فَخَرَجَتْ إِلَيْهِ طَوَائِفَ مِنْهُمْ مُسَالِمِينَ مُسْتَأمِنِينَ، فَاِسْتَشَارَ بُخْتَنَصَّرَ فِيهُمْ بَرْخِيَا، فَقَالَ:"إِنَّ خُرُوجَهُمْ إِلَيْكَ مَنْ بِلَادِهِمْ قَبْلَ نُهُوضِكَ إِلَيْهِمْ رُجُوعٌ مِنْهُمْ عَمَّا كَانُوا عَلَيْهِ، فَاقْبَلْ مِنْهُمْ، وَأَحْسِنْ إِلَيْهِمْ". قَالَ: "فَأَنْزَلَهُمْ بُخْتَنَصَّرَ السَّوَادَ عَلَى شَاطِئِ الْفُرَاتِ، فَاِبْتَنَوْا مَوْضِعَ عَسْكَرِهِمْ بَعْدَ، فَسَمُّوهُ: الْأَنْبَارُ"، قَالَ: "وَخَلَّى عَنْ أهْلِ الْحِيَرَةِ، فَاِتَّخَذُوهَا مُنْزَلًا فِي حَيَاةِ بُخْتَنَصَّرَ، فَلَمَّا مَاتَ اِنْضَمُّوا إِلَى أهْلِ الْأَنْبَارِ، وَبَقِيَ ذَلِكَ الْحَيْرُ خَرَابًا"». بينما ذكرته البهائية في كتاب الإيقان كونه الملك الذي حول مدينة أورشليم إلى نيران.

## عائلته

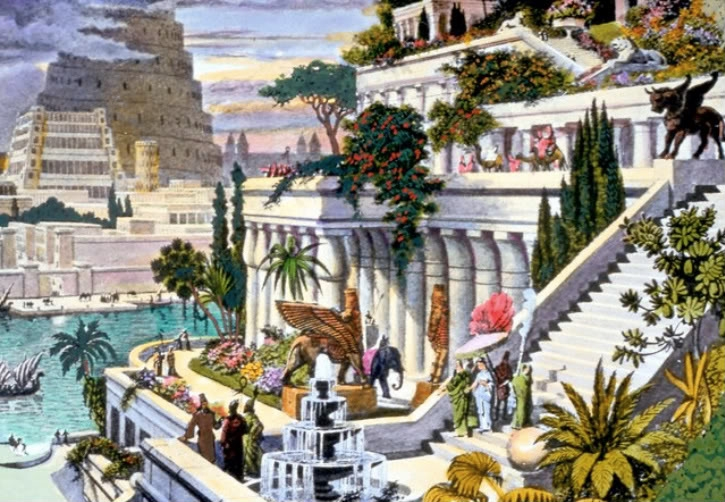
نقش ملون يعود للقرن السادس عشر لحدائق بابل المعلقة بريشة الفنان الهولندي مارتن فان هيمسكيرك.

ولد نبوخذ نصر في عقد 630 ق م في بلاد بابل وقد كان الابن الأكبر لنبوبولاسر مؤسس السلالة البابلية الحادية عشر، وألتي يعتقد أنها من قبيلة بيث ياقين، إلا أن أمه لم تعرف، بينما زوجته المعروفة كانت أميديا (والتي عرفت باسم سميراميس عند المؤرخ اليوناني هيرودوت) ابنة الملك سياخريس ملك ميديا وشقيقة خليفته أستياجيس وقد كان زواجه منها لتعزيز تحالف الدولتين البابلية والميدية بعد أن هزموا دولة آشور، وقد عرفت بالمرأة التي بنى نبوخذ نصر الجنائن المعلقة لها لأنها كانت تشتاق لبلادها ذات الجبال الخضراء.

أما أولاده فقد عرف عن أميل مردوخ بأنه أول أبنائه ولكن هناك من شك بأنه لم يكن إبنه الشرعي كما ذكر بيروسوس ويوسيفوس فلافيوس فأطيح به من قبل نرغل شراصر والذي شك المؤرخين به أيضاً فيما إذا كان الابن الآخر لنبوخذ نصر أو صهره، ونيكتوريس البابلية أيضاً والتي تمت تسمية إحدى قنوات بابل المائية بإسمها فهناك شكوك بانها ابنة نبوخذ نصر أو إحدى قريناته، لكن على الأرجح هي ابنته، إذ يرجح الأكاديميين أن نبو نيد تمكن من أن يصبح ملكاً على بابل بعد زواجه منها، حيث امتلك تلك الشرعية بعد إنجابه منها بلشاصر ونبوخذ نصر الثالث حفيدي نبوخذ نصر.

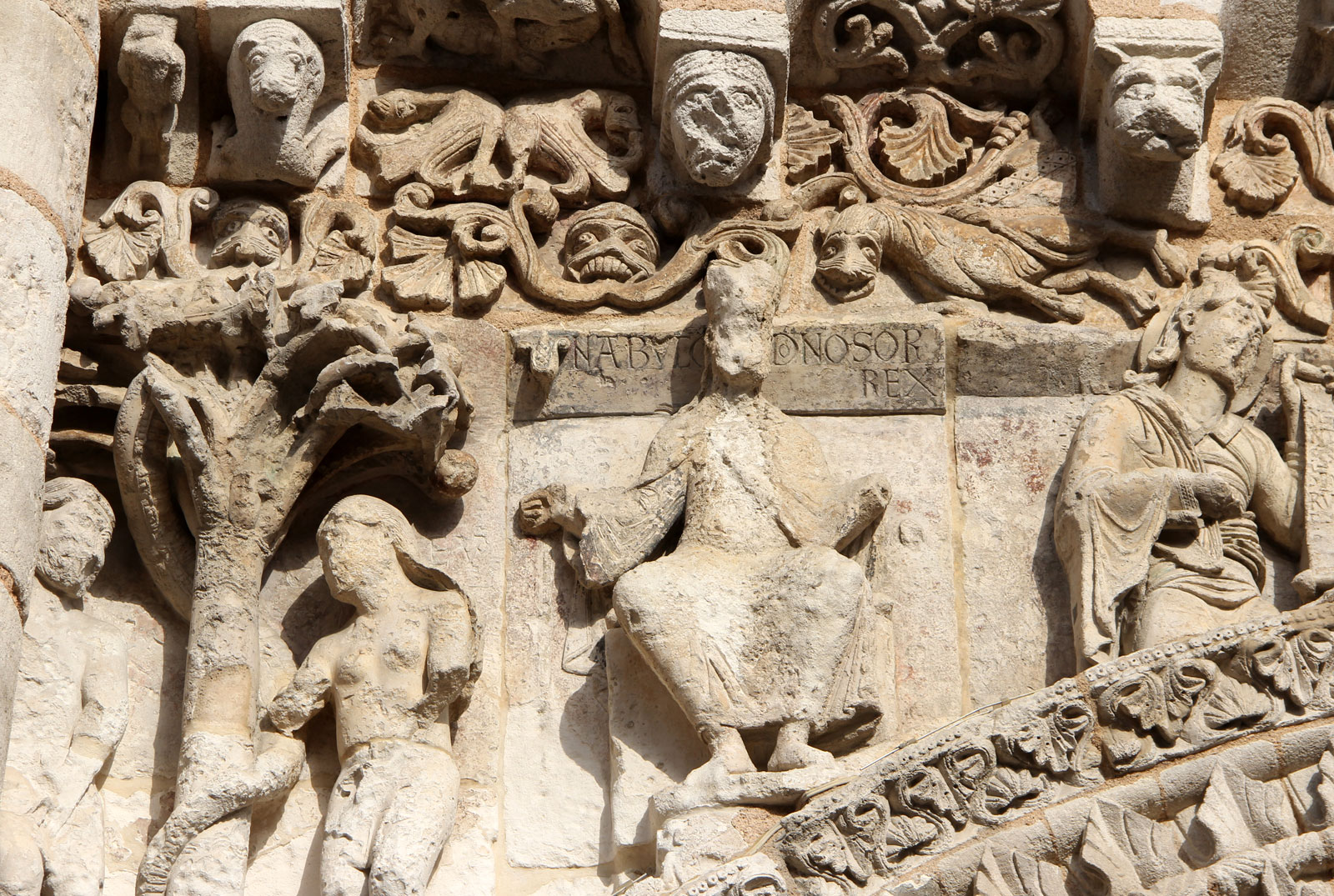
نقش لنبوخذ نصر الثاني على الواجهة الغربية لكنيسة نوتردام لا غراند دو بواتييه في باريس يعود إلى القرن العاشر ميلادي.

## الإرث
- نسبةً إلى عظمته فمعظم القادة البابليين في بلاد الرافدين والذين ثاروا ضد حكم الفرس سموا أنفسهم باسم نبوخذ نصر، مثل القائد نبوخذ نصر الثالث الذي ثار ضد حكم الفرس الأخمينيين في سنة 522 ق م.[53] ونبوخذ نصر الرابع في 521 ق م[54] لكي يكسبوا شعبية كبيرة تمكنهم من الانتصار على الفرس الأخمينيين.[55]
- يقال بأن القائد الإغريقي إسكندر الأكبر الذي مات في بابل، لفظ آخر أنفاسه في نفس الغرفة التي مات بها نبوخذ نصر،[56] وكان هذا أحد أسباب رغبة الإمبراطور الروماني تراجان الجامحة باحتلال مدينة بابل والتي كانت تحت سيطرة الفرثيين في ذلك الوقت، حيث قام بزيارة مدينة بابل بنفسه.[57]
- ترجم الفيلسوف الفرنسي الكبير فولتير إرث نبوخذ نصر في علاقته مع أحمس بعد أن كتب قصته المسماة الثور الأبيض.[58]
- قام الموسيقار الإيطالي الكبير جيوسيبي فيردي بتسمية إحدى أعماله الأوبرالية باسم نبوكو في سنة 1842 نسبة للملك.[59]
- تم إنتاج فلم عراقي باسم نبوخذ نصر في سنة 1962 والذي كان أول فلم عراقي ملون في تاريخ السينما العراقية.[60]
- الرئيس العراقي السابق صدام حسين اعتبر نفسه نسخة لنبوخذ نصر[61] وذلك لكونه حارب اليهود وقد قام ببناء حدائق في بابل شبيهة بالجنائن المعلقة كما بني قصر قرب مدينة بابل الأثرية سماه باسم نبوخذنصر.[62][63]
- زجاجة نبيذ بكمية 15 لتر تم تسميتها باسم Nebuchadnezzar[64]
- تم تسمية سفينة مورفيوس باسم نبوخذ نصر في فلم ماتريكس وماتريكس 2.[65]
- نبوخذ نصر هو إحدى الشخصيات القابلة للعب في لعبة سيفيليزيشن 5.[66]
- نبوخذ نصر تم الإشارة إليه في لعبة الميكروسوفت أيج أوف إمبايرز بكونه قائد الحملة البابلية الثامنة ضد نينوى وتمكن من الانتصار في حملته.[67]
- نبوخذ نصر هو إحدى أوراق لعبة الورق.Magic: The Gathering[68]
- قام نظام البث التربوي الكوري (EBS) بإنتاج سلسلة من أفلام رسوم متحركة ثلاثية الأبعاد قصيرة عن بابل ونبوخذ نصر ووضح عظمة بابل العسكرية العمرانية في زمن نبوخذ نصر.[69]
- تم تسمية خط أنابيب ناقل للغاز طبيعي يبدأ من تركيا ليصل إلى النمسا ويمر ببلغاريا ورومانيا والمجر باسم خط أنابيب نبوكو نسبةً لنبوخذ نصر.[70]
- يعتبره القوميون الكلدان المعاصرون أحد رموزهم القومية.[27]

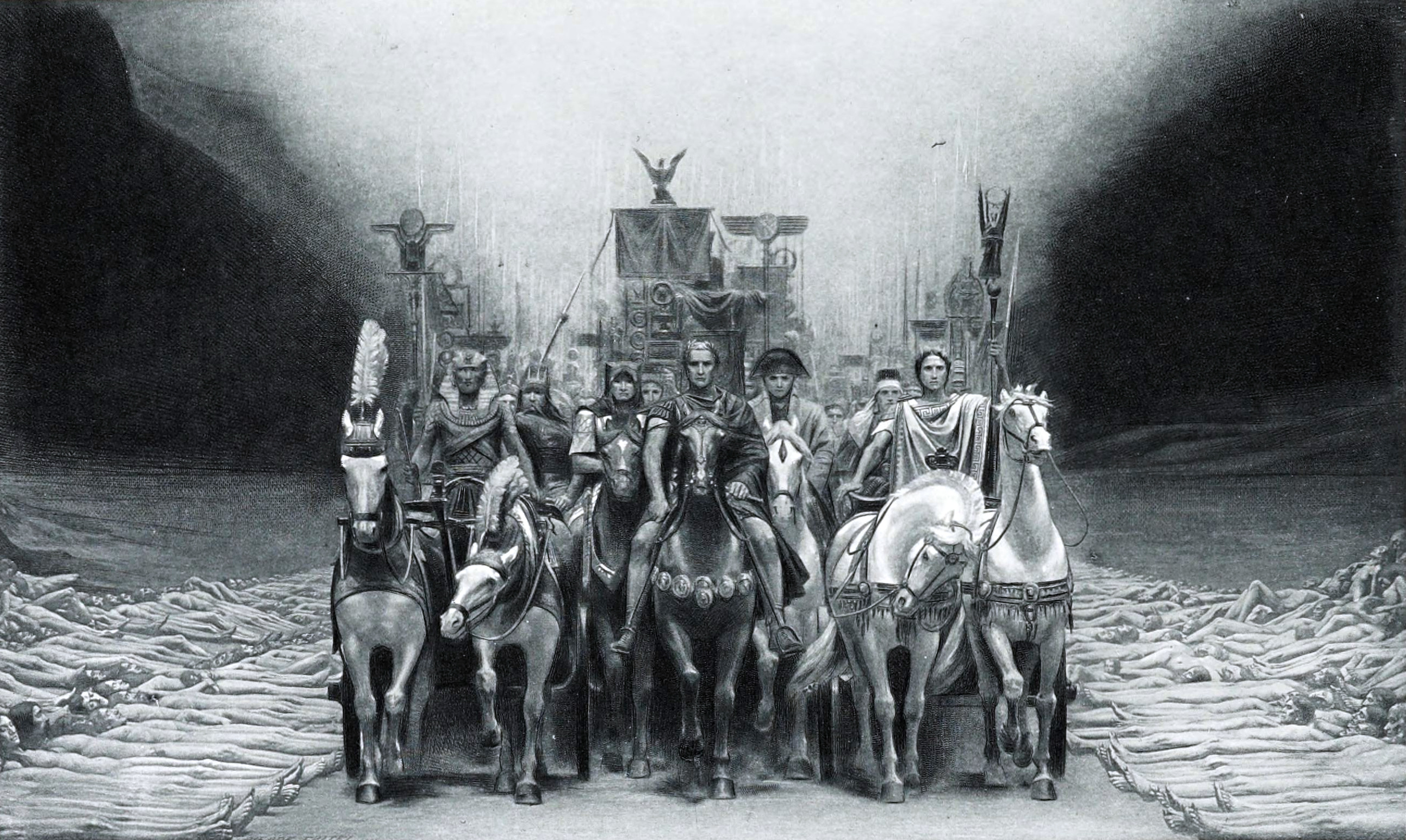
لوحَة الفاتِحَونْ، بريشة الرَسام الفَرنسي بيير فريتيل 1892. يُصَور العَمل أشهَر الفاتِحين على مَر التاريخ، يَتَوَسَطَهُم يوليوس قيصر، الذي قاله عَنه شكسبير «الرجل الأول في كل العالم.» عَلى يَمينه المَلك المَصري الذي أطلقَ عليه الإغريق سيسوستريس، المَعروف الآن باسمْ رمسيس الثاني، ثُمَ أتيلا المُلَقب «آفة الله»، ثُمَ حنبعل القرطاجي، وبَعدَه تيمورلنك التَتار. في اليَسرى، نابليون، آخر غُزاة العالَم، ثُمَ الإسكندر المقدوني، ثُمَ نبوخذ نصّر الثاني مَلك بابل، صاحِب «رأس من الذهب» كَما في الحُلم العَظيم الذي شاهَده في نومه والذي فَسَره له النبي دانيال، وشارلمان، الذي أعاد الإمبراطورية الرومانية من الرَماد.

## في الفَن

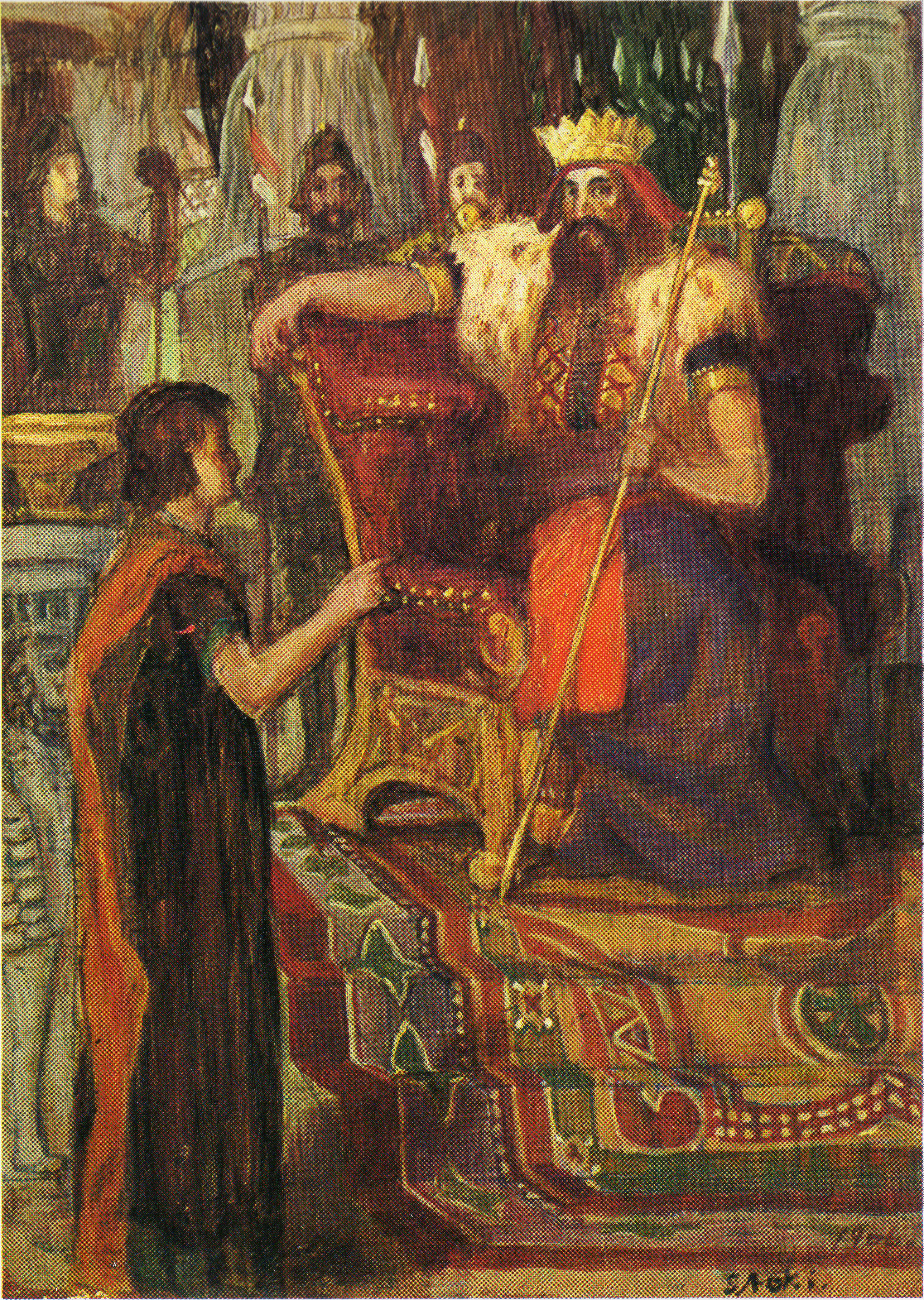
نبوخذ نصر ودانيال، بريشة شيغه-رو أوكي 1906.
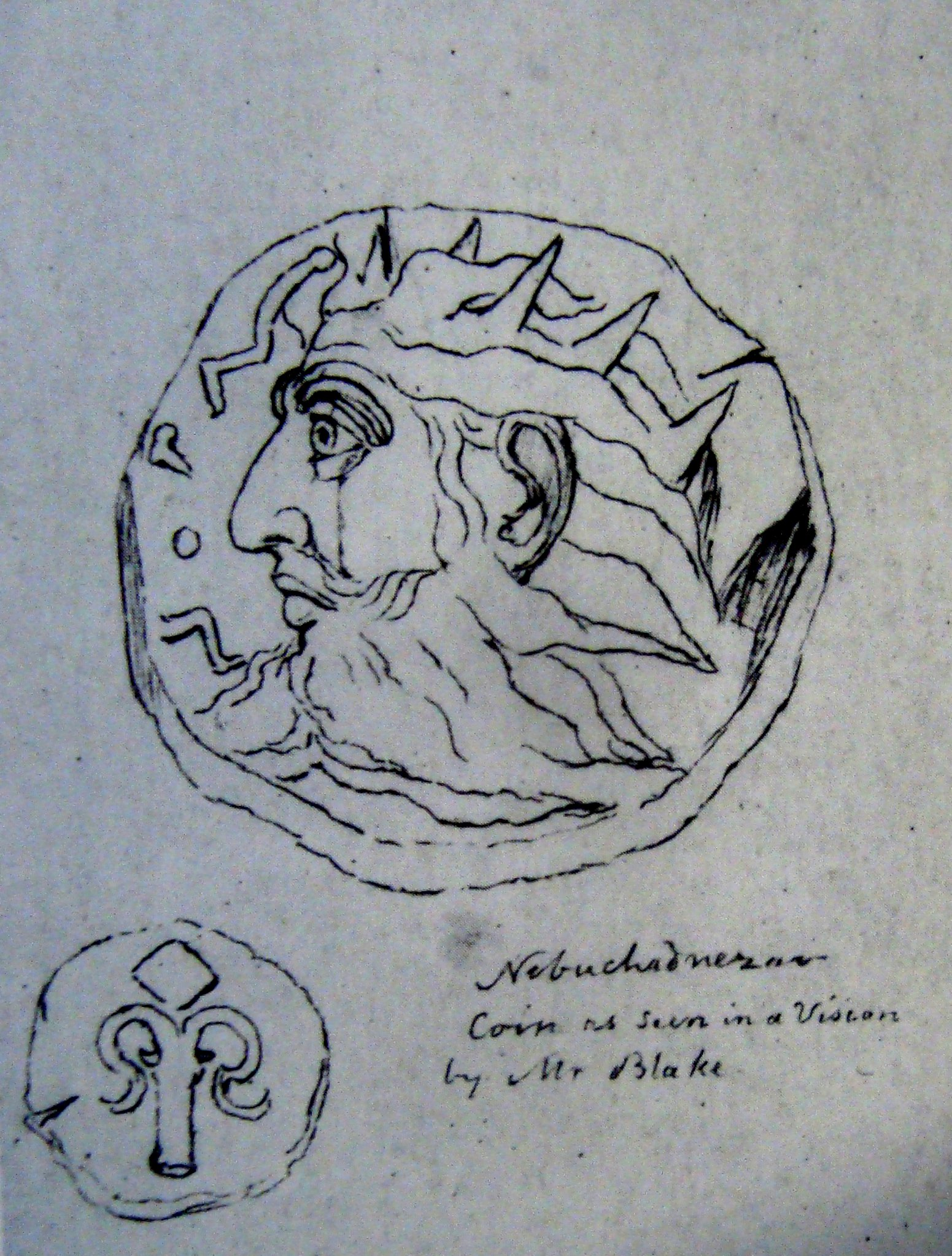
نبوخذ نصر بريشة وليم بليك من القرن الثامن عَشر.
نبوخذ نصر بريشة ماثيوس سوتر 1730.
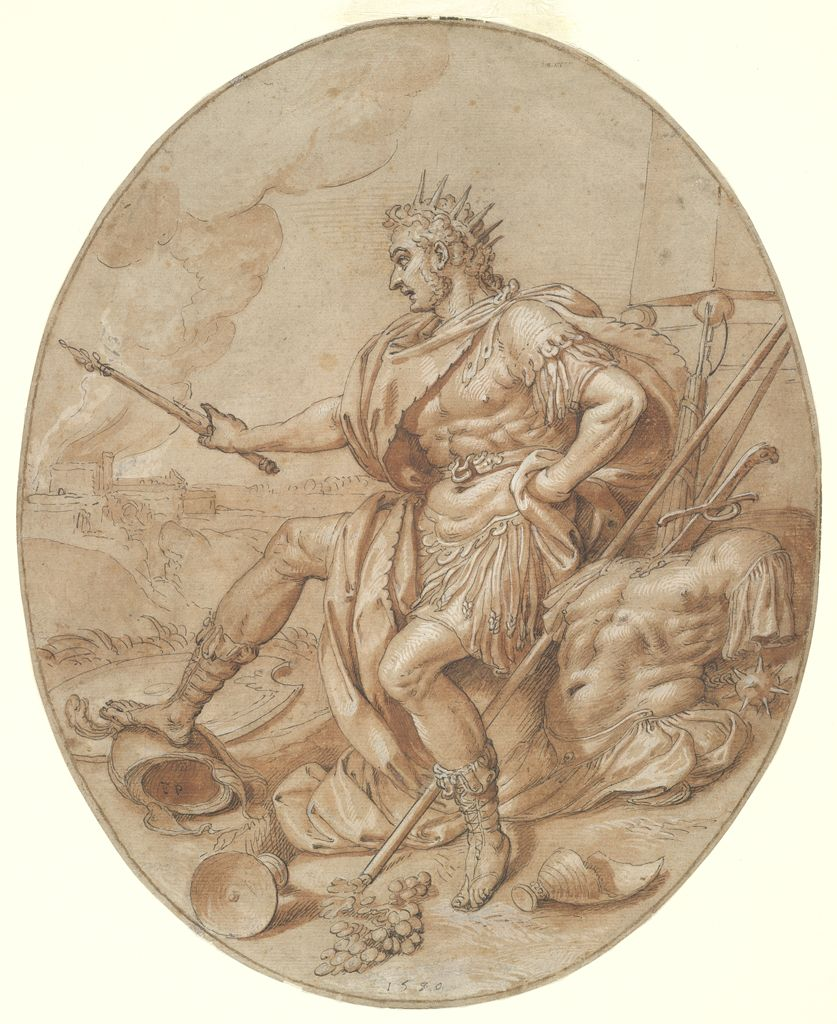
نبوخذ نصر بريشة فرانس بوربوس الأكبر 1580. متاحف هارفارد.

## مقالات ذات صلة
- حضارة بابلية
- ملوك بابل
- الإمبراطورية البابلية الحديثة
- كلدو